# 越中中村站
越中中村站（日语：／ Etchu-Nakamura eki */?）是隸屬於富山地方鐵道的鐵路車站，座落於富山縣滑川市，車站編號為T21。本站只停靠普通列車，為無人站。由於開站時，已有其他車站採用了「中村」的名稱，因此加上「越中」以茲區別。
本站既是本線上使用人數最少的車站，也是地鐵所有鐵路站和電車站中使用量最少的車站。根據日本國土交通省的數據，2022年度本站每日平均使用人數只有6人，不但比位列尾二的長屋站少過一半，更是地鐵所有車站唯一只有個位數字的乘客量。由於車站附近幾乎全是農地，民居罕至，而不遠處亦有較近民居聚集、愛之風富山鐵道的東滑川站，使本站長期都處於極低客量。
出身於富山縣、動畫《未來的未來》的導演細田守曾經提過，動畫中的無人車站，是以越中中村站為藍圖。

## 車站結構

### 站房
過往曾經建有站房，惟因過於殘破，早已被拆去，改為採用簡易車站模式。現時只留下一個建於月台外圍、附有地基的候車小屋。

### 月台
只設有全露天側式月台一個，有效長度為3輛。除候車小屋外，並沒有任何其他的配置。列車到站時，往上市方向為左側上落，往宇奈月溫泉方向為右側開門。
| 路線  | 方向 | 目的地                         | 備註 |
| ----- | ---- | ------------------------------ | ---- |
| ■本線 | 上行 | 電鐵富山方向                   |      |
| ■本線 | 下行 | 電鐵黑部、舌山、宇奈月溫泉方向 |      |

## 歷史
- 1935年12月14日：富山電氣鐵道將路線由滑川站伸延至本站[2]，稱為「早月站」。
- 1936年6月5日：富山電氣鐵道將路線由本站伸延至電鐵魚津站，改為中途站[3]。
- 1943年1月1日：富山縣內所有私營鐵道公司合併，改稱「富山地方鐵道」，並承繼車站管理[4]。
- 1950年3月23日：改稱為「越中中村站」。
- 2019年3月16日：增設車站編號[5]。

## 使用情況
| 1日乘降人員推算 | 1日乘降人員推算 |
| 年度            | 1日平均人數     |
| --------------- | --------------- |
| 2011年          | 7               |
| 2012年          | 8               |
| 2013年          | 9               |
| 2014年          | 8               |
| 2015年          | 8               |

## 相鄰車站
富山地方鐵道
■本線
特急「宇奈月」、「阿爾卑斯」、急行
通過
普通
早月加積（T20）－越中中村（T21）－西魚津（T22）

## 外部連結
- 富山地方鐵道越中中村站公式網頁。 （页面存档备份，存于）（日語）